# Live Forever (canção de Oasis)
"Live Forever" é uma canção da banda de rock britânica Oasis. É a terceira faixa como também o terceiro single do álbum de estreia Definitely Maybe, sendo lançado como single em 8 de agosto de 1994. É também a faixa 3 do disco 1 da coletânea Time Flies 1994-2009, lançada em junho de 2010.
Noel Gallagher escreveu "Live Forever" em 1991, enquanto trabalhava para uma empresa de construção em sua cidade natal de Manchester. Após ter ocorrido um acidente com seu pé, foi dado um trabalho menos árduo a Noel, permitindo-lhe mais tempo para escrever canções. Produziu suas próprias progressões de acordes, enquanto escutava "Shine a Light" (canção do álbum Exile on Main St., da banda The Rolling Stones), e viu que soôu bem, gerando a canção.
Liam Gallagher (seu irmão caçula), ficou impressionado com Noel, convidando-o para participar da banda Oasis. A canção foi fundamental para ajudar a banda a conseguir seu contrato com a gravadora "Creation Records". Refletindo sobre quando ele ouviu a canção pela primeira vez, o chefe da gravadora Alan McGee recordou: "Foi provavelmente o único grande momento que já vivi com eles".

## Recepção
"Live Forever" foi lançado em 8 de agosto de 1994 como terceiro single da banda, um mês antes do lançamento de seu álbum de estréia, Definitely Maybe. A canção tinha sido parte da banda do conjunto por mais de um ano, nesse ponto, e tinha acumulado tantos opiniões mencionadas do grupo que a liberação como single parecia inevitável.
Em sua revisão do single, a NME encontrando "Live Forever", acreditou ser a melhor, comprando com os singles anteriores, concluindo: "Basicamente, o que até agora parecia arrogância detestável, de repente parece sem esforço enorme. Um registro fantástico."

"Esta canção de Noel Gallagher, é uma meditação, um gemido, um mantra, com uma moagem, escavando-asfalto, cortador da mente de uma melodia. Saber, cresce, jogar, dor, chuva, osso, todos os atingidos a nota 9 sobre acordes mudando, então eu jogo, vivo, morro, eu respiro, eu acredito que estás a me enxergar, todo o martelo a 6 acima, também sobre mudança de harmonias de guitarra. Finalmente, "sempre" bate um terceiro e um sexto acorde sobre um acorde de sétima achatado (Isso poderia despertar os faraós).
".

— Dominic King, no Live Forever 
Apesar de que, já tenha tido lançado seus dois primeiros singles, "Supersonic" e "Shakermaker", sendo  recebidos modestamente, "Live Forever" foi que chamou a atenção. "Live Forever" se tornou o melhor hit de Oasis, estando no "Top 10" das paradas de singles britânicas em 1994. Em 1995, a canção tornou-se primeiro sucesso da banda nas paradas dos Estados Unidos, alcançando a posição de número #2, e na posição #10 pela Mainstream Rock Tracks.
| “ | "As pessoas diziam para mim que depois de "Live Forever", onde você vai ir depois disso ? .. E eu era assim, eu não acho que seja bom. Eu acho que é uma música do caralho, mas eu acho que posso fazer muito melhor. | ” |

Em 2006, "Live Forever" foi eleita a melhor música de todos os tempos em uma pesquisa divulgada pela Revista Q. Tinha estado em #9 lugar em uma enquete similar Q, três anos antes. Em 2007, "Live Forever", esteve em #1 colocado no NME e na rádio Xfm na enquete de 50 "Greatest Indie Anthems Ever". A música foi selecionada por Noel Gallagher, para a inclusão da canção na  compilação do álbum Stop the Clocks, lançada no ano de 2006. Em uma pesquisa de 2009 pela XFM, em colaboração com outras estações em todo o mundo, para encontrar "The 100 Greatest Songs of All Time," Live Forever alcançou o "ranking" número #1. A canção classificada como número 50 no "Track Top 200 dos Anos 90", da Pitchfork Media.

## Faixas[3]
| N.º | Título              | Duração |  |
| 1.  | "Live Forever"      | 4:38    |  |
| 2.  | "Up in the Sky"     | 3:32    |  |
| 3.  | "Cloudburst"        | 5:21    |  |
| 4.  | "Supersonic" (Live) | 4:48    |  |

## Paradas e posições
| País/Parada (1994–95)                          | Melhor posição |
| ---------------------------------------------- | -------------- |
| Canadá (RPM Top Singles)                       | 70             |
| Europa (Eurochart Hot 100)                     | 30             |
| Países Baixos (Dutch Top 40 Tipparade)         | 8              |
| Países Baixos (Single Top 100 Tipparade)       | 8              |
| Nova Zelândia (Recorded Music NZ)              | 43             |
| Escócia (Scottish Singles Chart)               | 4              |
| Reino Unido (UK Singles Chart)                 | 10             |
| Estados Unidos (Billboard Radio Songs)         | 39             |
| Estados Unidos (Billboard Alternative Airplay) | 2              |
| Estados Unidos (Billboard Mainstream Rock)     | 10             |